# 山木千賀
山木 千賀（やまき せんが、1846年8月21日（弘化3年6月30日） - 1921年（大正10年）6月24日）は日本の筝曲家。山田流山木家4代。本名小林勝太郎。

## 経歴
江戸の呉服商の家に生まれる。2代及び3代の山木検校に学び山林勾当を経て3代目山木検校の没後、山木千賀となり山木家の4代家元になる。作曲が多く、「三九年川」、「四季の遊」、「頼光」、「皇国の光」などの作品を残す。富本節や河東節など江戸浄瑠璃の影響を受けて作曲された作品が多い。門下から越野栄松（1887-1965）、藤井千代賀（1878-1965）らが出た。1921年6月24日死去。享年76。墓所は谷中瑞輪寺。聞法院千賀日悟居士。
没後、2代木村検校の娘であった妻の小林浪子（1846‐1932）が「山木花子」を名乗り家元を預かる。1948年（昭和23年）、孫の小林重明（1915‐1981）が5代千賀を襲名。2018年（平成30年）、6代千賀の娘である小林七重が7代千賀を襲名。